# San Francesco d'Assisi ad Acilia (titre cardinalice)
Le titre cardinalice de San Francesco d'Assisi ad Acilia (Saint-François d'Assise d'Acilia) est institué à l'occasion du consistoire du 21 février 2001 par le pape Jean-Paul II.

## Titulaires
- Wilfrid Fox Napier (2001-)

## Sources
- (it) Cet article est partiellement ou en totalité issu de l’article de Wikipédia en italien intitulé « San Francesco d'Assisi ad Acilia (titolo cardinalizio) » (voir la liste des auteurs).